# STS-105
STS-105 fue una misión del transbordador espacial Discovery a la Estación Espacial Internacional, lanzada desde el Centro Espacial Kennedy, Florida, el 10 de agosto de 2001. Esta misión fue la última misión del Discovery hasta la STS-114, ya que el Discovery fue inmovilizado para su reacondicionamiento, y luego todos los transbordadores fueron inmovilizados a raíz del Columbia. El reacondicionamiento incluyó una actualización de la cabina de vuelo con el diseño de cabina de cristal, que ya estaba instalado en el Atlantis y en el Columbia.

## Tripulación
- Scott J. Horowitz (4), Comandante
- Frederick W. Sturckow (2), Piloto
- Daniel T. Barry (3), Especialista de misión
- Patrick G. Forrester (1), Especialista de misión

### Tripulación de laExpedición 3hacia la EEI
- Frank L. Culbertson, Jr. (3) Expedición 3 Comandante
- Mikhail Turin (1), Expedición
- Vladimir N. Dezhurov (2), Expedición

### Tripulación de laExpedición 2hacia la Tierra
- Yury V. Usachev (4), Expedición 2
- James S. Voss (5), Expedición 2
- Susan J. Helms (5), Expedición 2

## Parámetros de la misión
- Masa:
  - Carga: - kg
- Perigeo: 373 km
- Apogeo: 402 km
- Inclinación: 51,6°
- Período: 92.3 min

### Acoplamiento con la EEI
- Acoplamiento: 10 de agosto de 2001, 18:41:46 UTC
- Desacoplamiento: 20 de agosto de 2001, 14:51:30 UTC
- Tiempo de acoplamiento: 9 días, 20 h, 9 min, 44 s

### Paseos espaciales
- Barry y Forrester  - EVA 1
- EVA 1 Comienzo: 16 de agosto de 2001 - 13:58 UTC
- EVA 1 Fin: 16 de agosto de 2001 - 20:14 UTC
- Duración: 6 horas, 16 minutos
- Barry y Forrester  - EVA 2
- EVA 1 Comienzo: 18 de agosto de 2001 - 13:42 UTC
- EVA 1 Fin: 18 de agosto de 2001 - 19:11 UTC
- Duración: 5 horas, 29 minutos